# Mixomelia stenomesa
Mixomelia stenomesa là một loài bướm đêm trong họ Noctuidae.